# Maria Francesca Tiepolo
Maria Francesca Tiepolo (Venezia, 31 maggio 1925 – Venezia, 13 marzo 2020) è stata un'archivista italiana.

## Biografia
Nata a Venezia dalla famiglia patrizia e dogale dei Tiepolo, si laureò in Lettere presso l'Università di Padova e ottenne  il diploma di archivistica, paleografia e diplomatica presso l'Archivio di Stato di Venezia. Presso lo stesso archivio iniziò un tirocinio volontario nel 1952, entrandovi in ruolo come funzionaria due anni dopo per concorso.
Superato il concorso per dirigente, nel 1974-1978 fu soprintendente archivistico per il Veneto, ma già dal 1977 rientrò come direttore all'Archivio di Stato di Venezia. Ricoprì tale incarico fino al pensionamento, nel 1990.
Fin dall'inizio del suo servizio come direttore avviò una serie di mostre sui materiali conservati, manifestando una sensibilità per il dialogo con un pubblico vasto che sarebbe divenuto usuale in tali ambiti solo decenni dopo. Le mostre inclusero temi come Antonio Vivaldi (1978), la Health Care (1979), la diplomatica (1982), la cartografia storica (1984). Già in congedo, nel 1994 pubblicò una guida generale dell'istituto veneziano che aveva diretto, simbolico coronamento di una intera carriera professionale.
Fin dai primi anni dopo il diploma affiancò l'attività archivistica con una serie di pubblicazioni scientifiche sull'argomento, che assommano a varie decine.
Molteplici furono le aggregazioni accademiche. Nel 1972 divenne socio corrispondente e dal 1979 socio effettivo della Deputazione di Storia Patria per le Venezie. Dal 1978 fece parte della Società Europea di Cultura e di altre associazioni. Dal 1990 divenne socio corrispondente e dal 1999 socio effettivo dell'Istituto veneto di scienze, lettere ed arti. Fu socio onorario dell'Ateneo Veneto. Fu la prima donna aggregata alla Scuola Grande di San Rocco, della quale anche inventariò l'archivio.
Vari anche i riconoscimenti: commendatore e poi grande ufficiale e infine cavaliere di gran croce dell'Ordine al merito della Repubblica italiana (1979, 1987, 1989), Veneziana dell'anno (1983), Paul Harris Fellow del Rotary International (1987), medaglia d'oro di benemerita della cultura e dell'arte (1990), Premio Fedeltà alla professione della Confederazione Artigiani di Venezia (1994).
Morì a Venezia il 13 marzo 2020, all'età di 94 anni.
Il suo apporto professionale, scientifico e personale è stato ricordato nei giorni successivi e commemorato a distanza di un anno.
Un suo legato testamentario ha destinato al Museo Correr una serie di preziose testimonianze artistiche della sua famiglia.

## Opere
- Cronologia veneziana del Quattrocento, del Cinquecento, del Seicento, del Settecento, in La Civiltà di Venezia, a cura di Guido Piovene, Fondazione Giorgio Cini, Sansoni, Firenze 1957, pp. 186–240; edizione ampliata 1966 in Storia della Civiltà veneziana, Firenze 1979; con Raimondo Morozzo della Rocca.
- Una lettera inedita di Galileo, G. Barbera, Firenze 1967.
- (a cura di): Domenico prete di San Maurizio, notaio in Venezia (1309–1316), Venezia 1970.
- I viaggi in Persia degli ambasciatori veneti Barbaro e Contarini, Roma 1973; con Raimondo Morozzo della Rocca e Laurence Lokhart.
- Note sul riordino degli archivi del duca e dei notai di Candia nell'Archivio di Stato di Venezia, in «Thesaurismata», 10 (1973), pp. 89–100.
- Documenti veneziani su Giovanni Caboto, in «Studi Veneziani», 15 (1973), pp. 585–597.
- Fonti archivistiche meno note sui rapporti tra Venezia e le regioni del Mar Nero, in «Byzantinobulgarica», 7 (1981), pp. 99–102.
- L'Archivio proprio dell'ambasciata veneta in Roma nell'Archivio di Stato di Venezia, in Studi in onore di Leopoldo Sandri, Ministero per i beni culturali e ambientali, Roma 1983, pp. 929–939.
- Laguna, lidi, fiumi. Cinque secoli di gestione delle acque, Catalogo mostra 10 giugno – 2 ottobre 1983, Venezia 1983.
- Fonti documentarie sui giardini nell'Archivio di Stato di Venezia fino al 1797, in Il giardino veneto. Storia e conservazione, a cura di Margherita Azzi Visentini, Italo Zannier, Rosario Assunto, Venezia 1988, pp. 331–338.
- La conterminazione nei documenti dell'Archivio di Stato di Venezia fino al 1797, in Conterminazione lagunare. Storia, ingegneria, politica e diritto nella laguna di Venezia, Istituto Veneto di Scienze, Lettere ed Arti, Venezia 1992, pp. 79–129.
- Archivi ecclesiastici e di interesse ecclesiastico nell'Archivio di Stato di Venezia, in Archivi e Chiesa locale. Studi e contributi, a cura di Francesca Cavazzana Romanelli, Venezia 1993, pp 235–253.
- Il linguaggio dei simboli: le arme dei Barbaro, in Una famiglia veneziana nella storia: i Barbaro, a cura di Michela Marangoni, Manlio Pastore Stocchi, Venezia 1996, pp. 133–191.
- Presenze e testimonianze dell'archivio primiceriale nell'Archivio di Stato di Venezia, in San Marco: aspetti storici e agiografici, a cura di Antonio Niero, Venezia 1996, pp. 123–151.
- Le fonti documentarie di Candia nell'Archivio di Stato di Venezia, in Venezia e Creta, a cura di Gherardo Ortalli, Istituto Veneto di scienze, lettere ed arti, Venezia 1998, pp. 43–71.